# Geotrupes spiniger
Geotrupes spiniger es una especie de coleóptero de la familia Geotrupidae. Habita en Europa, el norte del Oriente Próximo e introducido en Australia.